# Cordilheira Bungle Bungle

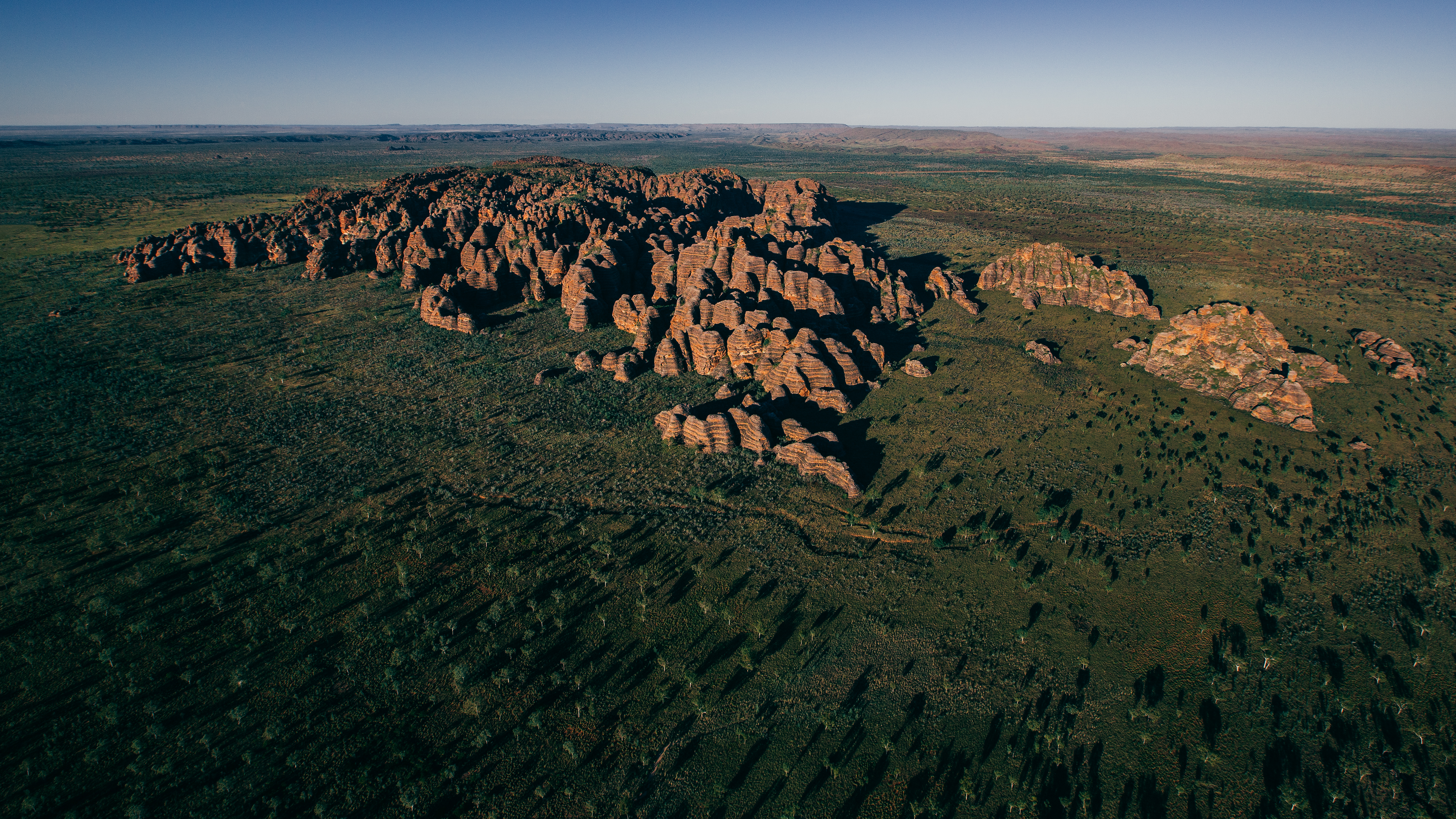
Vista aérea da cordilheira Bungle Bungle, maio de 2016.

Cordilheira Bungle Bungle é a cadeia principal no Parque Nacional Purnululu que forma enormes domos areníticos que chegam a mais de 243 metros de altura, situada na região de Kimberley, na Austrália Ocidental. Existem grandes piscinas e cavernas abaixo dos domos em formato de colmeias, algumas das quais possuem antigas pinturas aborígenes em suas paredes. Foi considerada patrimônio da humanidade pela UNESCO em 2003.

## Galeria

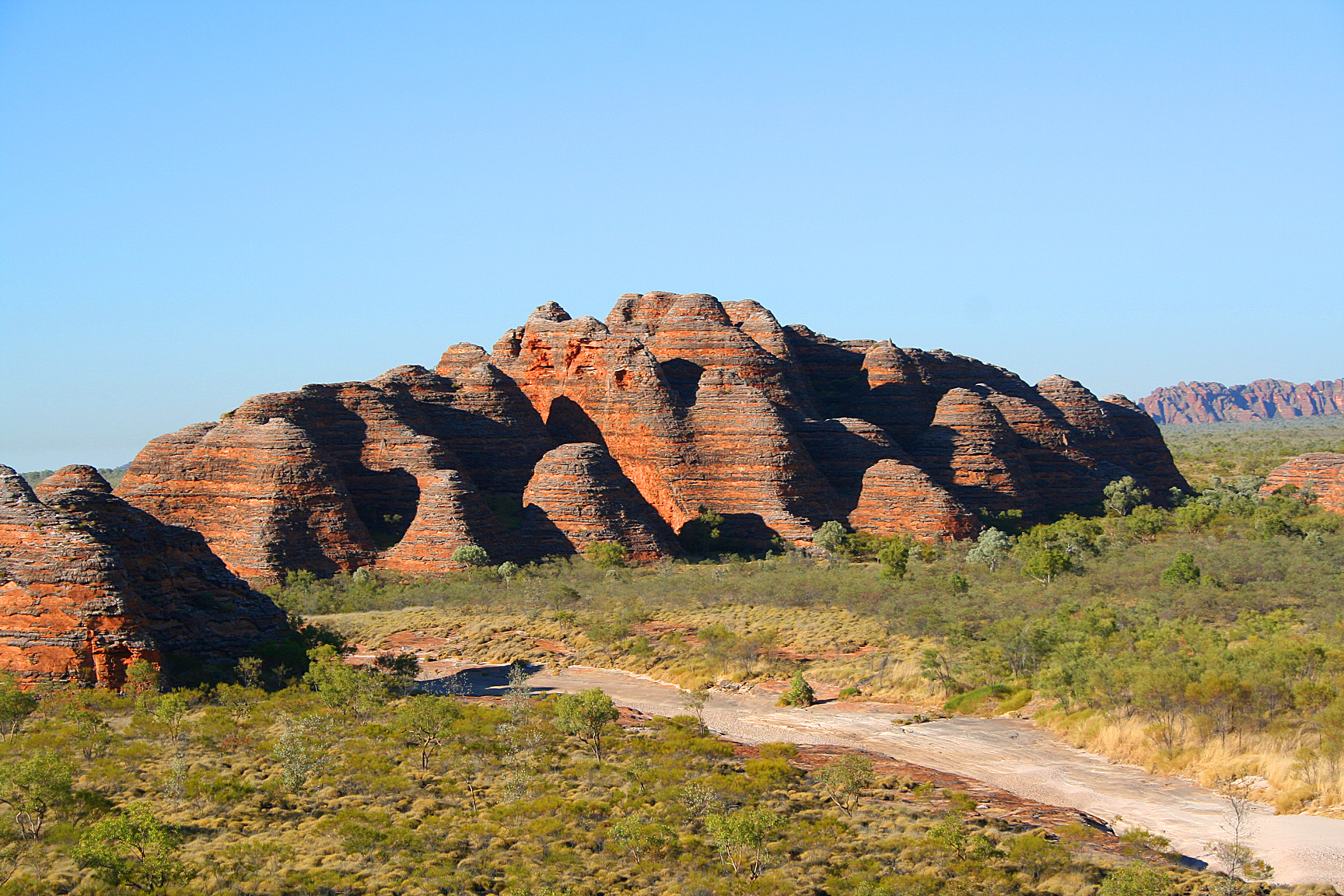
Cordilheira Bungle Bungle vista de um helicóptero.
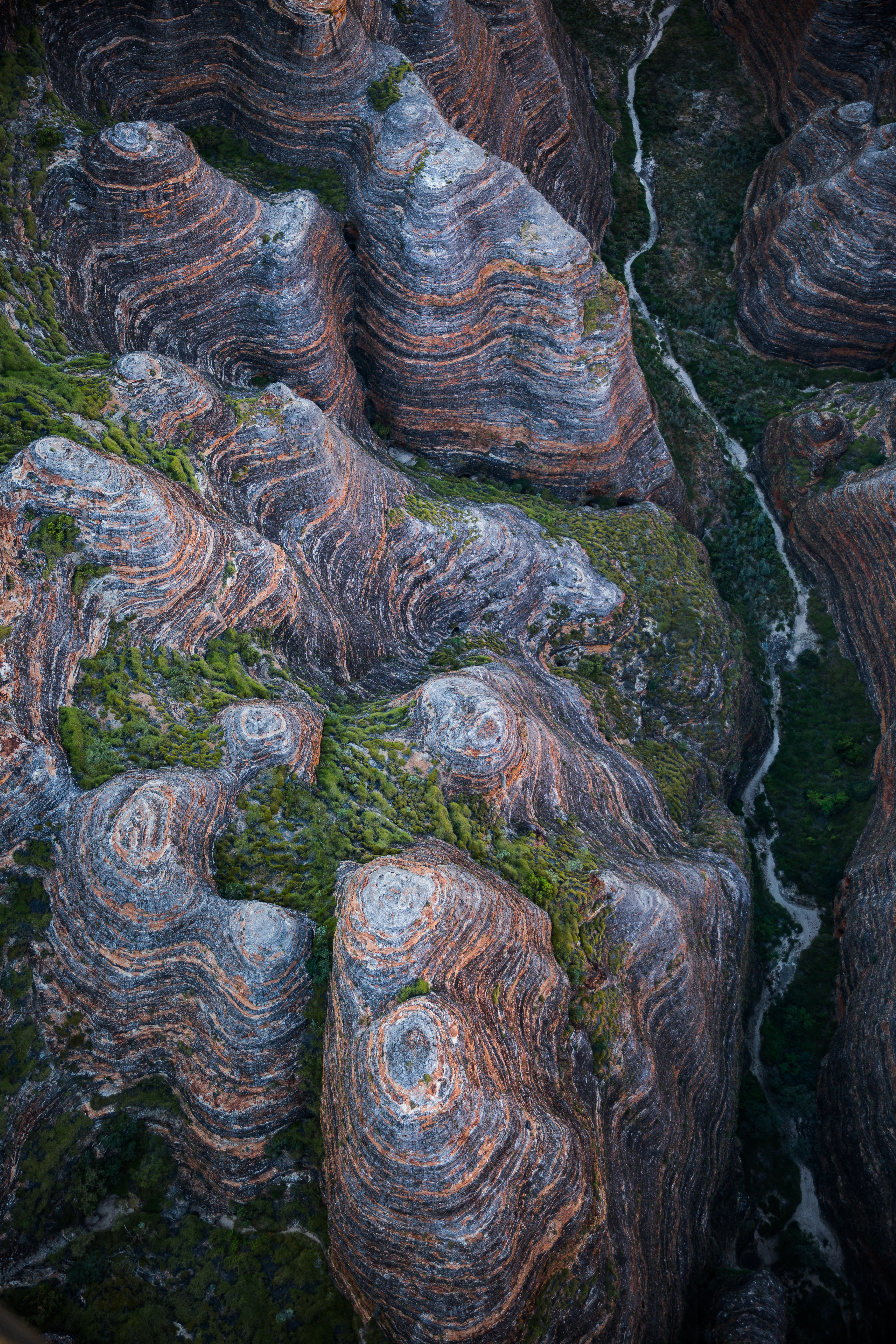
Vista aérea da cordilheira Bungle Bungle, maio de 2016.
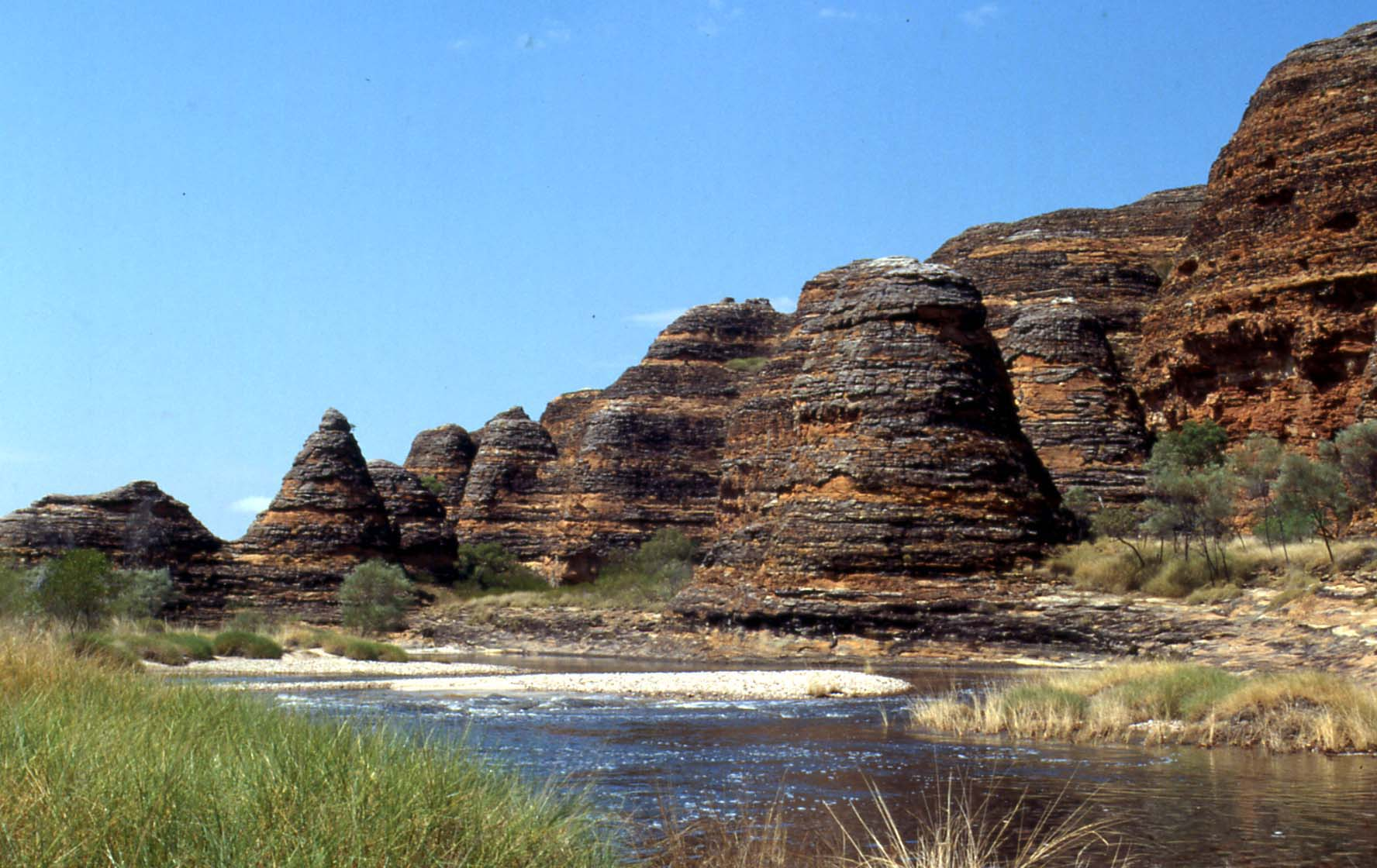
Ponto de partida da cordilheira.